# 아레스 (DC 코믹스)
아레스(Ares)는 DC 코믹스의 슈퍼빌런 캐릭터이다. 그리스 신화의 동명의 전쟁신을 모티브로 한 캐릭터이며, 마르스(Mars) 또는 전쟁(War)이라고 불리기도 한다. 그리스 신으로서 주로 원더우먼의 악당으로 등장한다. 1942년 여름 《원더우먼》 1호에 처음 등장했고, 윌리엄 몰턴 마스턴이 창작하였다.

## 담당 배우

### 영화
- 원더우먼(2017) - 데이비드 슐리스

## 담당 성우

### TV 애니메이션
- 저스티스 리그 언리미티드(2004) - 마이클 요크

### 장편 애니메이션
- 원더우먼(2009) - 앨프리드 몰리나

### 비디오 게임
- 인저스티스: 갓즈 어몽 어스(2013) - J. G. 허츨러

## 같이 보기
- 아레스 (마블 코믹스)